# Donglan
Donglan (chinesisch 东兰县, Pinyin Dōnglán Xiàn; Zhuang Dunghlanz Yen) ist ein Kreis der bezirksfreien Stadt Hechi im Autonomen Gebiet Guangxi der Zhuang-Nationalität in der Volksrepublik China. Die Fläche beträgt 2.424 Quadratkilometer und die Einwohnerzahl 225.200 (Stand: 2018).